# Steve O’Dwyer
Stephen Patrick „Steve“ O’Dwyer (* 6. April 1982 in Colorado Springs, Colorado) ist ein professioneller amerikanisch-irischer Pokerspieler.
O’Dwyer gilt als einer der besten Turnierspieler der Welt und hat sich mit Poker bei Live-Turnieren mehr als 39,5 Millionen US-Dollar erspielt. Mit über 14,5 Millionen US-Dollar an Preisgeldern sowie einem Titel im Main Event und je zwei Titeln beim High Roller und Super High Roller ist er der erfolgreichste Spieler der European Poker Tour. Darüber hinaus gewann er 2016 die A$250.000 Challenge der Aussie Millions Poker Championship, 2022 das Main Event der Irish Poker Open und 2023 das Alpha8 der World Poker Tour. O’Dwyer stand für 22 Wochen an der Spitze der Pokerweltrangliste und wurde 2019 als einer der 50 besten Spieler der Pokergeschichte genannt.

## Persönliches
O’Dwyers Großeltern wanderten von Irland in die Vereinigten Staaten aus, daher ist er seit 2012 Doppelstaatsbürger. Er wuchs in New Britain im US-Bundesstaat Pennsylvania auf und studierte Kommunikationswissenschaften an der East Carolina University in Greenville im Bundesstaat North Carolina. O’Dwyer lebt in Dublin.

## Pokerkarriere

### Online
O’Dwyer kam in Folge des Moneymaker-Booms 2003 zum Poker. 2004 sah er eine Werbung der damals neuen Onlinepoker-Plattform Full Tilt Poker, die Beta-Tester suchte und begann infolgedessen unter dem Nickname MrTimCaum auf deren Software zu spielen. Seit Juli 2007 spielt er zudem unter dem Nickname Mr. Tim Caum auf PokerStars und seit November 2016 als eet_smakelijk bei partypoker. Der sogenannte „Black Friday“ am 15. April 2011 traf den Amerikaner so schwer, dass er zeitweise auf Scott Seivers Fußboden schlafen und sich während der nächsten World Series of Poker Geld leihen musste. O’Dwyers Onlinepoker-Turniergewinne liegen bei über 7 Millionen US-Dollar, wobei davon knapp 4,5 Millionen US-Dollar bei PokerStars und knapp 2 Millionen US-Dollar bei partypoker erspielt wurden. Sein bisher höchstes Online-Preisgeld gewann er Mitte September 2018 auf partypoker, als er das Championship Event des Powerfests mit einer Siegprämie von knapp 900.000 US-Dollar für sich entschied. Im Jahr 2018 konnte sich der Amerikaner erstmals in den Top 10 des PokerStake-Rankings platzieren, das die erfolgreichsten Onlinepoker-Turnierspieler weltweit listet.

### Live

#### 2007–2011: Anfänge und erste Turniersiege
Nach Abschluss des College ging O’Dwyer nach Las Vegas und spielte dort erste Pokerturniere. Seine erste Geldplatzierung bei einem Live-Turnier erzielte er im Januar 2007 beim Main Event des PokerStars Caribbean Adventures (PCA) auf den Bahamas. Im Juni 2007 war der Amerikaner erstmals bei der World Series of Poker (WSOP) im Rio All-Suite Hotel and Casino am Las Vegas Strip erfolgreich und kam bei vier Turnieren der Variante No Limit Hold’em in die Geldränge, u. a. dabei erhielt er seine höchste Auszahlung von rund 40.000 US-Dollar für den 295. Platz im Main Event. Bei der WSOP 2009 erreichte er das Viertelfinale der Heads-Up Championship und sicherte sich knapp 100.000 US-Dollar. Mitte Dezember 2009 belegte O’Dwyer beim Main Event der World Poker Tour (WPT) im Hotel Bellagio am Las Vegas Strip den sechsten Platz und wurde mit über 200.000 US-Dollar prämiert. Im Bellagio gewann er Mitte Juli 2011 mit dem Bellagio Cup sein erstes Live-Turnier und erhielt den Hauptpreis von rund 260.000 US-Dollar. Rund zwei Wochen später entschied er im Palms Casino Resort am Las Vegas Strip auch ein Event der Epic Poker League mit einer Siegprämie von knapp 45.000 US-Dollar für sich. Beim Main Event der European Poker Tour (EPT) erreichte er Anfang Oktober 2011 in London den Finaltisch und beendete das Turnier hinter Benjamin Spindler auf dem zweiten Platz, was O’Dwyer 465.000 britische Pfund, zu diesem Zeitpunkt umgerechnet mehr als 725.000 US-Dollar, einbrachte. Auch das Main Event der WPT in Venedig beendete der Amerikaner Mitte Dezember 2011 als Zweiter, wofür er knapp 100.000 Euro erhielt.
Insgesamt hatte O’Dwyer bis Jahresende 2011 Turniergewinne von rund 2 Millionen US-Dollar aufzuweisen.

#### 2012–2014: Titel beim Main Event derEuropean Poker Tourund erster Sieg bei einemSuper High Roller

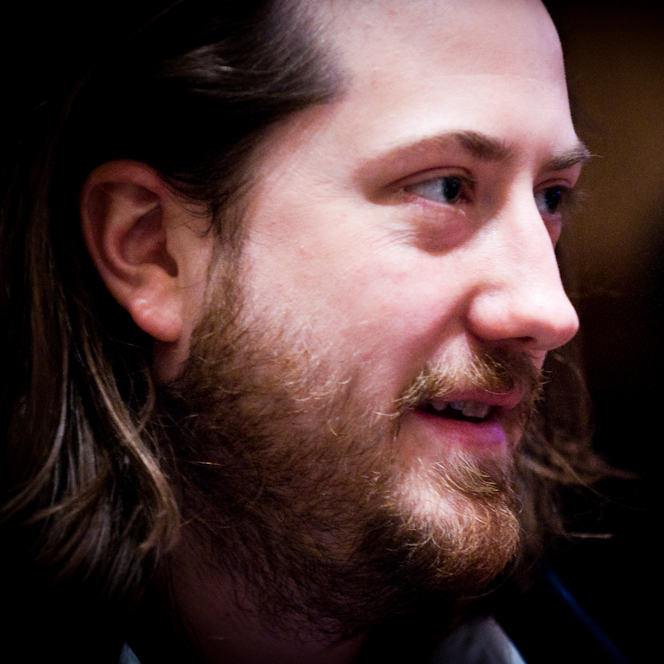
Steve O’Dwyer (2013)

Anfang März 2012 gewann der Amerikaner im dänischen Vejle das Main Event der WPT National Series mit einer Siegprämie von knapp 160.000 Euro. Im Bellagio saß er Ende Mai 2012 erneut am Finaltisch des WPT-Main-Events und sicherte sich als Fünfter knapp 200.000 US-Dollar. Bei der World Series of Poker Europe belegte er Anfang Oktober 2012 in Cannes beim Majestic Roller den mit 130.000 Euro dotierten siebten Platz. Mitte März 2013 erreichte O’Dwyer abermals den Finaltisch des EPT-Main-Events in London und erhielt für seinen fünften Platz umgerechnet rund 220.000 US-Dollar. Knapp zwei Monate später gewann er das Main Event der EPT in Monte-Carlo und sicherte sich eine Siegprämie von über 1,2 Millionen Euro. Anfang September 2013 wurde der Amerikaner beim Super High Roller der EPT in Barcelona Dritter und erhielt rund 355.000 Euro. In Macau gewann er Anfang November 2014 das Super High Roller der Asia Pacific Poker Tour und sicherte sich sein bis dahin höchstes Preisgeld von umgerechnet mehr als 1,8 Millionen US-Dollar.
Ende 2014 lagen O’Dwyer kumulierte Turniergewinne bei über 7 Millionen US-Dollar.

#### 2015–2016: Mit Titeln bei derEuropean Poker Tour, demPokerStars Caribbean Adventureund denAussie Millionsan die Weltranglistenspitze

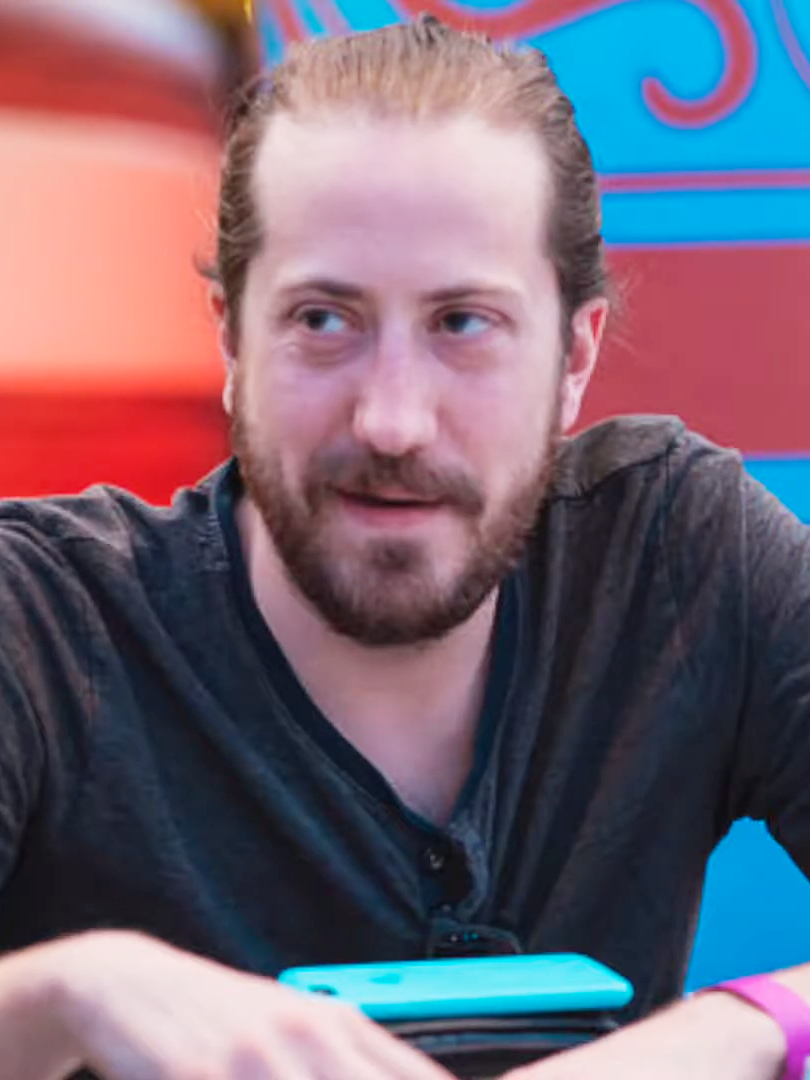
O’Dwyer bei der World Poker Tour in Amsterdam (2016)

Ins Jahr 2015 startete O’Dwyer mit einem Sieg beim Super High Roller des PCA auf den Bahamas und erhielt dafür knapp 2 Millionen US-Dollar. Im Mai 2015 sicherte er sich als Dritter beim EPT High Roller in Monte-Carlo rund 530.000 Euro. Ende Oktober 2015 gewann er dasselbe Event bei der EPT auf Malta und wurde mit knapp 330.000 Euro prämiert. Im Dezember 2015 gewann der Amerikaner auch das Super High Roller der EPT in Prag, das aufgrund eines Deals mit Sam Greenwood mit knapp 750.000 Euro dotiert war. Im Januar 2016 erreichte er bei der erstmaligen Austragung Triton Poker Series auf den Philippinen den Finaltisch und belegte den vierten Platz, der mit knapp einer Million US-Dollar bezahlt wurde. Eine Woche später siegte O’Dwyer beim High Roller des PCA und erhielt dafür erneut knapp eine Million US-Dollar. Ende desselben Monats erreichte er bei der Aussie Millions Poker Championship in Melbourne zwei Finaltische. Dabei gewann er die A$250.000 Challenge und sicherte sich aufgrund eines Deals mit David Peters und Connor Drinan über einer Million Australischen Dollar. Bei der WSOP 2016 erzielte der Amerikaner mit dem 261. Platz seine bislang beste Platzierung beim WSOP-Main-Event.
Zum Jahresende 2016 lag die Summe von O’Dwyer gewonnenen Turnierpreisgelder bei mehr als 16 Millionen US-Dollar. Vom 13. Januar bis 14. Juni 2016 stand er zum ersten und bislang einzigen Mal in seiner Karriere für 22 Wochen in Folge an der Spitze der Pokerweltrangliste. Damit verbesserte der Amerikaner den vorherigen Rekord von 18 Wochen in Serie, der Anfang 2015 von Ole Schemion aufgestellt worden war und inzwischen mit 37 Wochen am Stück von Alex Foxen gehalten wird.

#### 2017–2018: Hochdotierte Turniersiege bei derPokerStars Championship, demPokerStars Caribbean Adventureund derEuropean Poker Tour

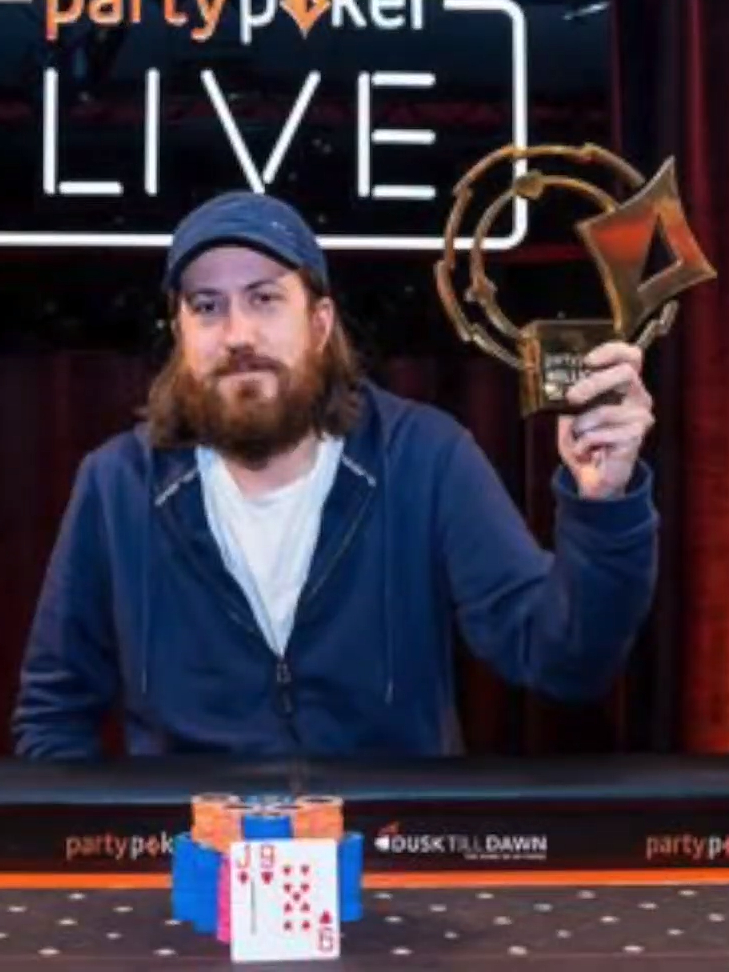
O’Dwyer nach dem Gewinn des Millions UK High Roller der partypoker Millions Dusk Till Dawn (2018)

Bei der PokerStars Championship (PSC), die im März 2017 in Panama-Stadt ausgetragen wurde, erreichte der Amerikaner sowohl beim Main Event als auch beim Super High Roller die bezahlten Plätze und gewann wenige Tage später das High-Roller-Event, wofür er nach einem Deal mit Sam Greenwood rund 240.000 US-Dollar erhielt. Anfang April 2017 gewann er auch das Super-High-Roller-Event der Turnierserie in Macau, bei dem er mit einer „Glücksmango“ am Finaltisch gesessen hatte, und sicherte sich aufgrund eines Deals mit Fedor Holz eine Siegprämie von umgerechnet mehr als einer Million US-Dollar. Bei der PSC in Monte-Carlo erreichte O’Dwyer Anfang Mai 2017 bei zwei eintägigen Turnieren den Finaltisch und erhielt Preisgelder von knapp 700.000 Euro. Ende Oktober 2017 wurde der Amerikaner beim Super High Roller der Asia Championship of Poker in Macau Zweiter und sicherte sich umgerechnet über 1,5 Millionen US-Dollar. Im Januar 2018 gewann O’Dwyer zum zweiten Mal das High Roller des PCA auf den Bahamas mit einem Hauptpreis von knapp 770.000 US-Dollar. Ende April 2018 setzte er sich bei einem eintägigen High Roller der EPT in Monte-Carlo mit einer Siegprämie von knapp 680.000 Euro durch. Im Juli 2018 wurde der Amerikaner beim Six Max der Triton Series im südkoreanischen Jeju-do Zweiter und erhielt umgerechnet knapp 750.000 US-Dollar. Anfang Oktober 2018 gewann O’Dwyer beide High-Roller-Turniere der partypoker Millions Dusk Till Dawn in Nottingham und erhielt Siegprämien von insgesamt umgerechnet einer Million US-Dollar. Mitte November 2018 belegte er beim Millions World der partypoker Caribbean Poker Party in Nassau auf den Bahamas den zweiten Platz und wurde mit 1,3 Millionen US-Dollar prämiert.
Insgesamt lagen O’Dwyer Turniergewinne bis Jahresende 2018 bei über 26,5 Millionen US-Dollar.

#### 2019–2021: Titel bei derTriton Poker Seriesund COVID-19-Pandemie
Anfang Mai 2019 sicherte sich O’Dwyer im montenegrinischen Budva einen Titel bei der Triton Series, der nach einem Deal mit Isaac Haxton mit umgerechnet mehr als 470.000 US-Dollar dotiert war. Im Rahmen der 50. Austragung der WSOP wurde der Amerikaner im Juni 2019 als einer der 50 besten Spieler der Pokergeschichte genannt. Im November 2019 beendete er den Super High Roller Bowl Bahamas auf dem mit 765.000 US-Dollar dotierten sechsten Platz. Aufgrund der COVID-19-Pandemie, die die Live-Pokerszene weitestgehend zum Erliegen brachte, erzielte O’Dwyer nach den Aussie Millions Ende Januar 2020 für über anderthalb Jahre keine Geldplatzierungen bei Live-Turnieren. Seine einziger Live-Turniererfolg im Kalenderjahr 2021 erfolgte im September bei den partypoker Millions North Cyprus im nordzyprischen Kyrenia, bei denen er das Super High Roller mit einer Siegprämie von mehr als 300.000 US-Dollar für sich entschied.
Bis Jahresende 2021 erspielte sich O’Dwyer Turnierpreisgelder von mehr als 30 Millionen US-Dollar.

#### Seit 2022: Sieg bei denIrish Poker Openund beimAlpha8
Mitte April 2022 gewann der Amerikaner das Main Event der Irish Poker Open in Dublin mit einem Hauptpreis von 318.700 Euro. In Barcelona setzte er sich Mitte Juni 2022 beim Main Event der partypoker Millions Europe und im August 2022 bei einem eintägigen High Roller der EPT durch, wodurch er sich in Summe über 650.000 Euro sicherte. Beim Main Event der Triton Series in Kyrenia wurde O’Dwyer Mitte Mai 2023 Dritter und sicherte sich knapp 1,2 Millionen US-Dollar. Im Juli 2023 entschied er in Jeju-do das Alpha8 der World Poker Tour für sich, das mit umgerechnet rund einer Million US-Dollar dotiert war. Ende Oktober 2023 sicherte er sich in Monte-Carlo seinen zweiten Titel bei der Triton Series und erhielt 416.000 US-Dollar.

#### Preisgeldübersicht
Mit erspielten Preisgeldern von über 39,5 Millionen US-Dollar steht O’Dwyer auf Platz 14 der erfolgreichsten Pokerspieler nach Turnierpreisgeldern, wobei er in dieser Rangliste zeitweise auf dem achten Platz lag.
| Jahr   | Preisgeld (in $) | Turniersiege |
| ------ | ---------------- | ------------ |
| 2007   | 132.459          | 0            |
| 2008   | 12.683           | 0            |
| 2009   | 314.803          | 0            |
| 2010   | 124.898          | 0            |
| 2011   | 1.423.679        | 3            |
| 2012   | 884.779          | 1            |
| 2013   | 2.471.422        | 1            |
| 2014   | 1.852.500        | 1            |
| 2015   | 4.879.827        | 5            |
| 2016   | 3.998.535        | 4            |
| 2017   | 4.190.143        | 2            |
| 2018   | 6.425.031        | 5            |
| 2019   | 3.259.242        | 2            |
| 2020   | 501.477          | 0            |
| 2021   | 312.800          | 1            |
| 2022   | 2.337.631        | 3            |
| 2023   | 6.679.011        | 2            |
| 2024   | 0                | 0            |
| gesamt | 39.800.920       | 30           |